# Antonio Aguilar y Correa
Antonio Aguilar y Correa (o Corea), VIII marchese de la Vega de Armijo, Grande di Spagna (Madrid, 30 giugno 1824 – Madrid, 13 giugno 1908) è stato un politico spagnolo.

## Biografia
Era il figlio di Antonio Aguilar, e di sua moglie, Luisa Correa. La famiglia ha origine portoghese e rappresenta un ramo collaterale della casata Mani Correa.

## Carriera
Nel novembre del 1851 è stato eletto deputato per la prima volta, quando venne inaugurata la Corte Costituzionale. Militò nell'Unión Liberal di Leopoldo O'Donnell, divenendone un seguace e venne nominato varie volte ministro: del trasporto e opere pubbliche (1862-1863 e 1865-1866), degli interni (17 gennaio-2 marzo 1863), degli affari esteri (1881-1883, 1888-1890 e 1892-1893).
Nel 1867 alla morte del suo protettore, iniziò a essere un seguace di Francisco Serrano, con cui partecipò alla Rivoluzione spagnola del 1868.
Ambasciatore in Francia nel 1874, è stato per tre volte ministro sotto la presidenza di Práxedes Mateo Sagasta.
È stato Presidente del Consiglio dei ministri in Spagna dal 30 novembre 1906 al gennaio del 1907.
Nel 1887 fu ambasciatore a Roma.

## Morte
Morì il 13 giugno 1908 a Madrid.